# Péch Géza
Péch Géza (Született: Eckhardt Géza, Budapest, 1930. május 7. – Budapest, 1958. április 22.) 1956-os forradalmár, a forradalom utáni megtorlás mártírja.

## Élete
Kisgyermek korában árván maradt, ekkor féltestvére, Péch Zoltán fogadta örökbe, akinek fel is vette a nevét. Az érettségi után az állatorvosi egyetemre jelentkezett, de nem vették fel, ezért alkalmi munkákból kereste kenyerét. 1951-ben a honvédségnél lett sofőr. Ebben az évben egyetemre iratkozott be, és három év múlva gépészmérnöki oklevelet szerzett. Megházasodott, született egy fia, de a feleségével elváltak, a válási peren pedig a bíróság az anyának ítélte a gyermeket. Emiatt öngyilkosságot kísérelt meg, ami azonban nem sikerült. A bíróság ítélete ellenére magához vette gyermekét.
1956. október 24-én egy barátja hatására beállt önkéntes sebesültszállítónak. Előbb a Markó utcai, majd elutasítása után a Péterffy utcai kórháznál jelentkezett szolgálatra. Tisztségét November 6-áig látta el, amikor a karját meglőtték, így ő is ápolásra szorult. Két nap múlva szovjet katonák letartóztatták, majd november 14-én szabadon engedték. Ekkor értesült róla, hogy volt felesége a fiával együtt kiszökött az országból. Emiatt csatlakozott egy szervezkedéshez, ami révén szándékozott gyermeke nyomára bukkanni. 1957. január 13-án kijutott Ausztriába, ahol felvette a kapcsolatot az emigrációval és megtudta, hogy fia Angliában van. Vállalta, hogy visszatér Magyarországra és sebesülteket juttat ki Ausztriába, ha cserében a csoport segítségével kijuthat Angliába. Hazatért, de a magyar hatóságok tudomást szereztek működéséről, letartóztatták, majd életfogytiglani börtönbüntetésre ítélték, amelyet a Legfelsőbb Bíróság Népbírósági Tanácsa halálbüntetésre módosított. 1958. április 22-én felakasztották.